# البركة (المنيا)
قرية البركة  هي إحدي القرى التابعة لمركز ملوى بمحافظة المنيا في جمهورية مصر العربية. حسب إحصاءات سنة 2006، بلغ إجمالي السكان في البركة 4175 نسمة، منهم 2062 رجل و2113 امرأة.